# Martin Lewis Perl
Martin Lewis Perl (Nova Iorque, 24 de junho de 1927 — Palo Alto, 30 de setembro de 2014) foi um físico estadunidense.
Foi agraciado com o Nobel de Física de 1995, pela descoberta do lépton tau.